# Oscar Fulloné

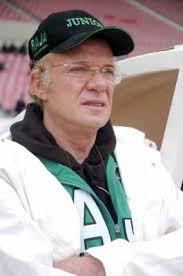
Oscar Fulloné

Luis Oscar Fulloné Arce (* 4. April 1939 in La Plata, Argentinien; † 22. Mai 2017 in Casablanca, Marokko) war ein argentinischer Fußballspieler und -trainer.

## Leben
Oscar Fulloné spielte in seiner Jugend bei Estudiantes de La Plata. Von 1962 bis 1963 war er bei Independiente Medellín, von 1963 bis 1964 bei Real Oviedo und von 1967 bis 1969 bei Aston Villa.
Seit 1980 ist er als Fußballtrainer bzw. Mannschaftsmanager tätig. 1994 begann er das erste von zahlreichen Engagements in Afrika. Unter anderem war er Trainer in Libyen und wurde von dort nach Burkina Faso ausgeliehen als Trainer der burkinischen Nationalmannschaft. Bis November 2006 war er Trainer von Raja Casablanca in Marokko, danach war er Trainer von MAS Fes.
Fullone gewann Ende der 1990er Jahre mehrere Fußballmeisterschaften, darunter 1998 die CAF Champions League mit ASEC Abidjan, 1999 gewann er diese erneut und außerdem den CAF Super Cup. Zuletzt gewann er 2006 die Arabische Champions League.